# María Jesús Álvarez González
María Jesús Álvarez González (Peñaullán, Pravia, 21 de marzo de 1962) es una política española perteneciente al PSOE. Desde agosto de 2023 es la directora general de Igualdad del Principado. Fue Presidenta de la Junta General del Principado desde el 7 de julio de 1999 hasta el 15 de junio de 2011. Fue consejera de Agroganadería y Recursos Autóctonos del Principado de Asturias en el Primer Gobierno Fernández (2012-2015) y consejera de Desarrollo Rural y Recursos Naturales en Segundo Gobierno Fernández (2015-2019). Fue senadora en la XIV Legislatura por designación de la Junta General.

## Biografía
Es licenciada e geografía e historia por la Universidad de Oviedo. Comenzó su andadura política en 1989, afiliándose al PSOE en su localidad natal, Pravia. En las elecciones municipales de 1991, formó parte de la candidatura de ese partido en el ayuntamiento de Pravia, resultando elegida concejala y asumiendo la delegación de cultura, servicios sociales y sanidad durante esa legislatura.
En 1995, formó parte de dos candidaturas del PSOE: la del ayuntamiento de Pravia, en las elecciones municipales; y la de la Junta General del Principado, por la circunscripción occidental, en las elecciones autonómicas. En ambos casos resultó elegida, concejala y diputada autonómica respectivamente, si bien, en ambos casos, el PSOE estaba en la oposición. En esta legislatura, fue portavoz de infraestructuras del grupo parlamentario socialista y presidenta de la comisión de peticiones.
En 1999 se repitió la situación de 1995, y nuevamente fue elegida concejala y diputada, si bien esta vez, gracias a la mayoría absoluta de la que gozaba el PSOE, fue propuesta por su grupo parlamentario en la Junta para presidir la cámara, resultando elegida y dimitiendo como concejala en el ayuntamiento de Pravia.
Revalidó su escaño en las elecciones de 2003 y 2007, y de nuevo fue elegida Presidenta de la Junta General del Principado. Tras las elecciones autonómicas de 2011, si bien obtuvo de nuevo un escaño en la VIII Legislatura, fue sustituida en la presidencia de la Junta General por el Diputado del Partido Popular Fernando Goñi.
El escaso apoyo parlamentario con el que contaba el gobierno constituido tras las elecciones de 2011, llevaron a su presidente, Francisco Álvarez-Cascos a convocar nuevos comicios en marzo de 2012. En esta ocasión, María Jesús Álvarez encabeza por primera vez la lista socialista por la circunscripción occidental y de nuevo obtiene un escaño en la IX Legislatura. Gracias a la victoria de su partido, es nombrada en mayo de 2012 consejera de Agroganadería y Recursos Autóctonos del Principado de Asturias en el primer gobierno de Javier Fernández.
De cara a las elecciones autonómicas de 2015 Álvarez opta por no volver a intentar revalidar su escaño tras 20 años como diputada autonómica. Tras formarse el Segundo Gobierno Fernández, Álvarez recibe las mismas competencias como consejera, aunque esta vez en la Consejería de Desarrollo Rural y Recursos Naturales. Fue cesada de su cargo el 25 de julio de 2019 para dar paso al Primer Gobierno Barbón.
En noviembre de 2019 la Junta General del Principado de Asturias la designa senadora en la XIV Legislatura. Presidió la comisión de Violencia de Género del Senado.
En agosto de 2023 fue nombrada directora general de Igualdad del Principado sustiyendo a Nuria Varela.